# De Fontaine Memorial

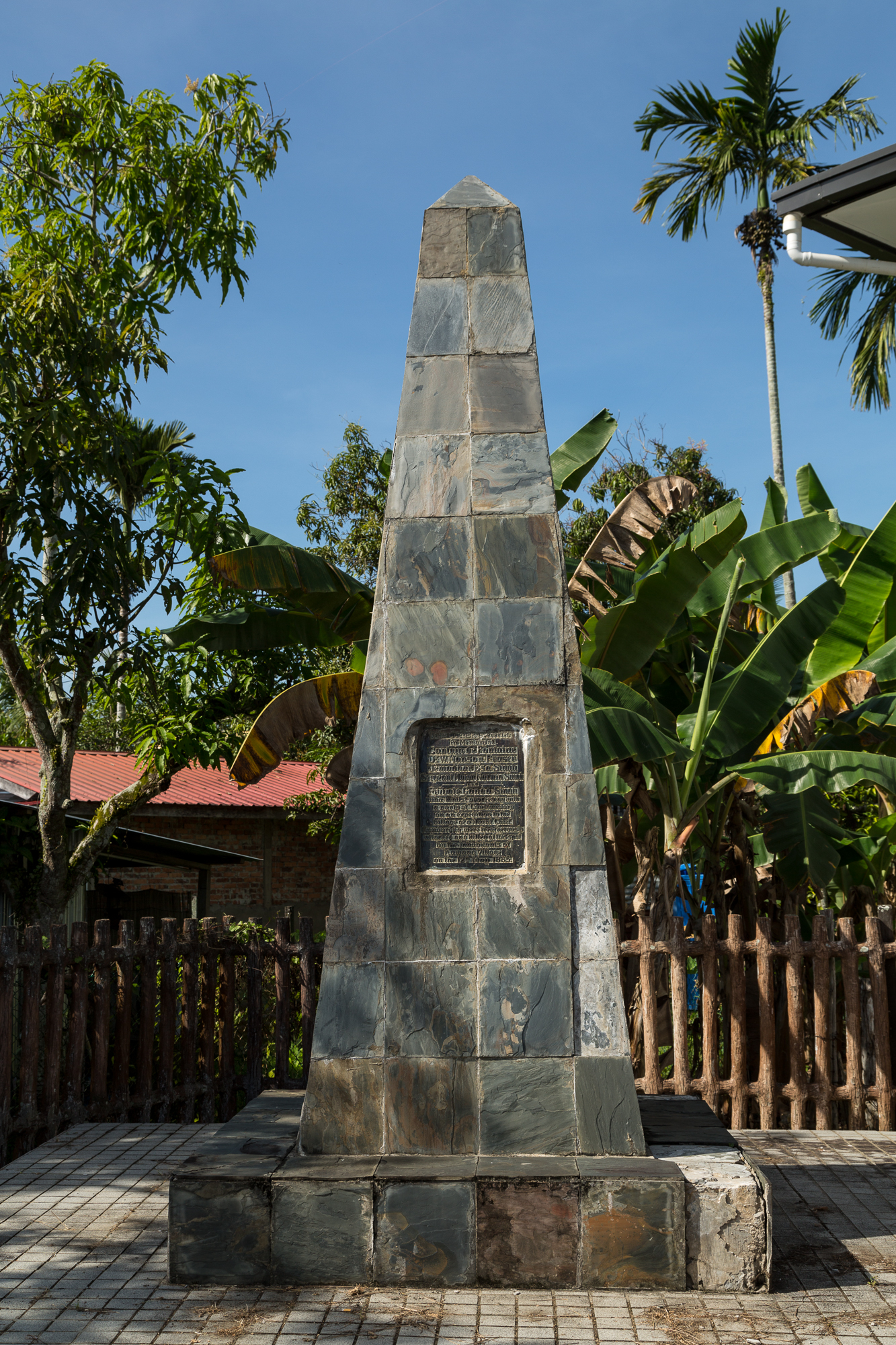
De Fontaine Memorial

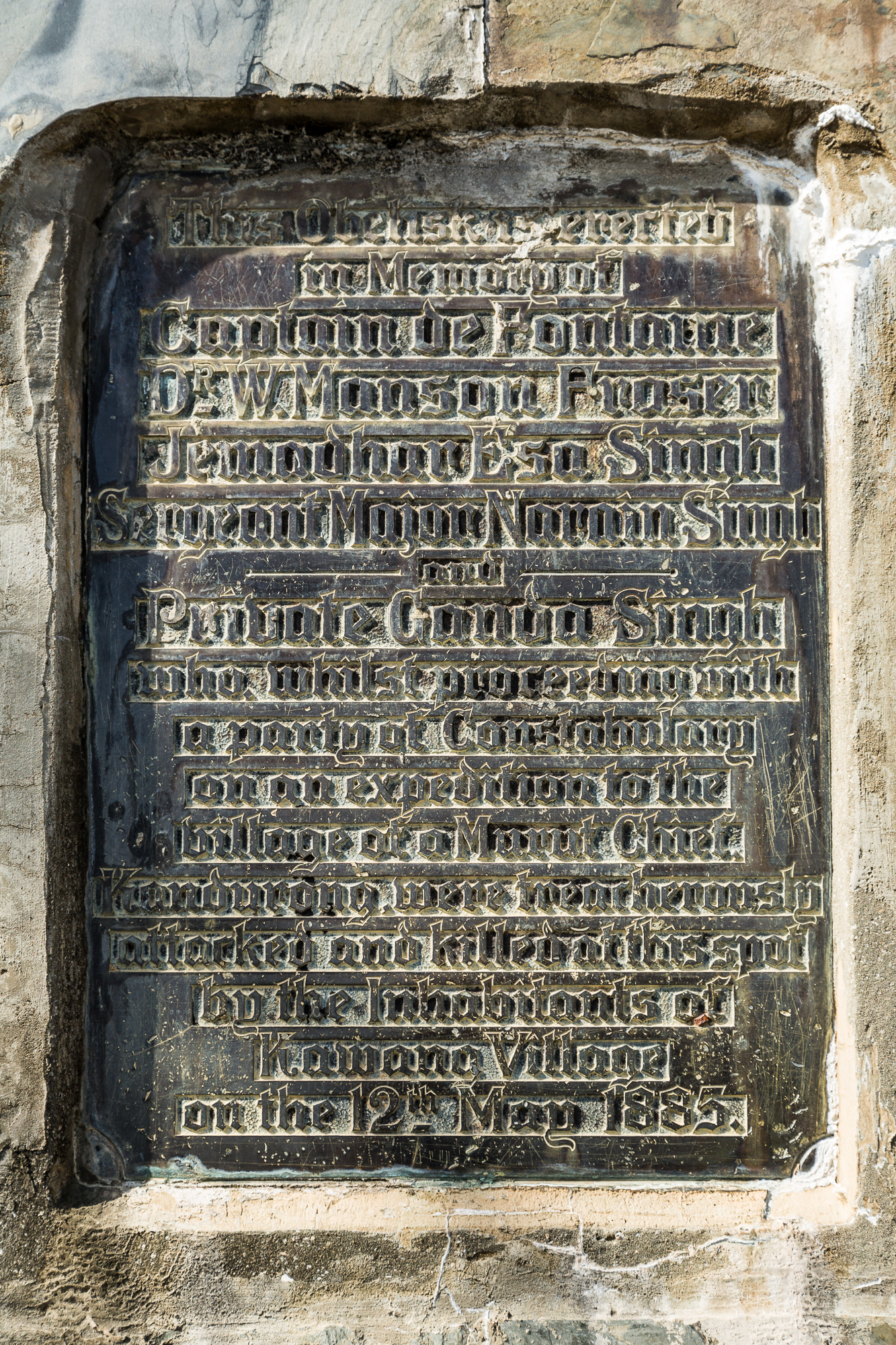
Gedenkinschrift

Das De Fontaine Memorial ist ein Denkmal, das die North Borneo Chartered Company zur Erinnerung an einen am 12. Mai 1885 aus dem Hinterhalt geführten Angriff auf die North Borneo Armed Constabulary errichten ließ, bei dem fünf Angehörige der Polizeitruppe ums Leben kamen. Das Denkmal steht in der Ortschaft Kawang im malaysischen Bundesstaat Sabah.

## Beschreibung des Denkmals
Das Denkmal hat die Form eines etwa 2,5 m hohen Obelisken auf einem einfach abgestuften rechteckigen Sockel. Die Gedenkinschrift der Vorderseite lautet:
| This Obelisk is erected in Memory of Captaine de Fontaine Dr. W. Manson Fraser Jemadhar Esa Singh Sergeant Major Narnin Singh and Private Ganda Singh who, whilst proceeding with a party of Constabulary on an expedition to the village of a Murut Chief Kandurong were treacherously attacked and killed at this spot by the Inhabitants of Kawang Village on the 12th May 1885. |

## Geschichte
Captain A. M. de Fontaine war vor seiner Einstellung als Leitender Kommissar der British North Borneo Constabulary Mitglied der Polizeikräfte Singapurs gewesen. Im Mai 1885 leitete er eine Strafexpedition, die einen Muruthäuptlings namens Kandurong, der als Viehdieb und Kopfjäger auffällig geworden war, gefangen nehmen sollte. Unter seiner Führung befanden sich neben einer Polizeitruppe die Briten G. L. Davies (Resident der West Coast), Dr. Manson Fraser, R. M. Little (Assistant Resident) und J. E. G. Wheatley. Sie erreichten am 10. Mai 1885 das Dorf Kawang. Die dort lebenden Bajau wurden aufgefordert, eine 30 Mann starke Lastenträgergruppe zusammenzustellen, da die Verfolgung von Kandurong in die Bergregionen der Crocker Ranges führen würde und die bereits aus Papar angeforderten Dusun-Lastenträger nicht in ausreichender Anzahl erschienen waren.
Die Bajau zeigten wenig Lust, der Aufforderung nachzukommen. Der Ton zwischen dem Residenten und den Dorfältesten wurde schärfer und als die Lastenträger aus Papar im Dorf der Bajau einen gestohlenen Wasserbüffel entdeckten, drohte die Situation zu eskalieren. Der Resident entschied, dass die Bajau den Wasserbüffel herauszugeben hatten. Am 12. Mai wurden weitere Lastenträger aus Papar angefordert, da von den Einwohnern von Kawang nunmehr keine weitere Kooperation zu erwarten war.
Während die Europäer im Schatten eines Baumes warteten, näherten sich ihnen zwei mit Gewehren bewaffnete Bajau und begannen eine anscheinend freundliche Unterhaltung mit der Gruppe. Plötzlich, ohne weitere Vorwarnung, feuerte einer von ihnen einen tödlichen Schuss auf Dr. Fraser ab. Sieben weitere Bajau begannen einen Amoklauf mit ihren Speeren und töteten Jemadhar Esa Singh, Narnin Singh und Ganda Singh. Little und acht Polizisten wurden verwundet. Captain de Fontaine stürzte bei der Verfolgung eines Angreifers unglücklich und wurde von dem Verfolgten mit neun Speerstichen schwer verwundet. Er erlag seinen Verletzungen am 17. Mai 1885.
De Fontaine wurde am 18. Mai 1885 auf dem europäischen Friedhof in Sandakan begraben.

## Aufstellung des Denkmals
Der Überfall schien zunächst wieder in Vergessenheit zu geraten. Im Jahr 1911 griff die Zeitschrift British North Borneo Herald jedoch die Geschichte erneut auf und berichtete, dass der isoliert stehende Baum, an dem der Überfall stattgefunden hatte und der in Erinnerung an den Hinterhalt den Namen „Government Tree“ bekommen hatte, infolge einer Krankheit so verrottet war, dass er gefällt werden musste. Der Resident F. W. Fraser nahm die Angelegenheit daraufhin in die Hand und schlug die Errichtung einer Säule mit umgebendem Zaun vor.
Schließlich wurde im September 1912 ein Obelisk an der Stelle errichtet, an dem Captain de Fontaine ums Leben kam.
Die Namen von Dr. W. Manson Fraser und Asa Singh Jemadhar wurden darüber hinaus auf dem Denkmal der Chartered Company in Sandakan verewigt.

## Sonstiges
Der Vorfall selbst ging unter der Bezeichnung Kawang Incident in die Geschichtsschreibung von Sabah ein.